# 松沢はな
松沢 はな（まつざわ はな、1984年1月7日 - ）は、日本の元AV女優。
趣味：食べる事。特技：バトン
ギャル系のキカタン（企画単体）女優。

## 略歴
2003年にAVデビュー。
2005年に引退。その後、事務所を移籍し他の芸名で活動。

## 作品

### アダルトビデオ
撮りおろし作品
2003年
- 痴女っ子クラブ ナマのまんまでイカせてっ! VOL.2（1月21日、わんわん丸）…オムニバス作品
- THE おしっこガマン（3月6日、SODクリエイト）…オムニバス作品
- Sex Cute* 01 （3月14日、エフ・イー・メタル）
- 捕えちゃうぞ! （3月14日、TMA）
- 乱れた花びら（3月20日、GLAY'z）
- SOD的面接 スター★誕生 AV女優"成り上がり"ドキュメント "パンツのシミ"コレクション編（3月20日、SODクリエイト）…オムニバス作品
- ピカイチ! Pica1 vol.3 （3月31日、KUKI）…オムニバス作品
- 生意気な女子校生にオシオキしてやるぜ!! 2 （4月15日、エーピーエー）
- 潮吹き女子校生10連発 2 （4月17日、クリスタル映像）…オムニバス作品
- HIGH SCHOOL FUCK （5月8日、アイデアポケット）…オムニバス作品
- バーチャルセックス VOL.4 （5月10日、バーチャルウェーブ）
- PRO-SEX BATTLE ERO-ONE Part.2 FUCKING ATHLETE （5月15日、エーピーエー）
- サラリーマンレイプ 〜現役サラリーマンの願望〜 （6月5日、SODクリエイト）
- 女子高生の太もも! 首4の字学園! （6月5日、ディープス）
- おんなのこのおなにー 4 （6月5日、ディープス）…オムニバス作品
- 露出玩具 松沢はな 18さい （6月10日、ワンズファクトリー）
- 赤丸急上昇!!コギャル系AVアイドル 松沢はなちゃんの初めてイキました!!（7月9日、素人倶楽部）
- 女子校生ワイセツ　汚された制服2 （7月15日、エーピーエー）
- 追憶の野外調教 4 （7月18日、シネマジック）
- サーファーガール （7月21日、KUKI）
- 逆ナンパスペシャル 新宿編　（8月21日、アリーナ・エンターテインメント）
- 廃墟 令嬢レイプ （8月27日、ビッグモーカル）
- 狙われたアイドル （8月31日、KUKI）
- Dotti? ～どっちがお好き～ （9月1日、アローンワークス）
- チ○ポなぶりの虜になった私 V 〜お嬢様女子高生編〜 （9月5日、SODクリエイト）
- PRIVATE VENUS!! （9月8日、アイデアポケット）
- 女子校生拉致監禁 VOL.5 （9月13日、ゴーゴーズ）
- いじめOL-3 金融地獄編 （9月17日、ビッグモーカル）
- PREMIUM COS-GIRL （9月21日、アトラスにじゅういち）
- ハメラマン #02 （10月1日、ワンズファクトリー）
- She is my service slave. HOT LIPS 極上ヘルスプレイ （10月1日、アローンワークス）…オムニバス作品
- 鬼畜大侵犯II フルスロットル （10月4日、SODクリエイト）「浅野ゆうき」名義、
- ERO-BATTLE 4 臼井利奈VS松沢はな（10月10日、隼エージェンシー）
- 逆ナンパスペシャル 池袋編 （10月21日、アリーナ・エンターテインメント）
- 18才・白いブルマの淫縄 （10月24日、シネマジック）
- ERO FILE 密室 （10月24日、タカラ映像）
- 高級ロリソープ （11月1日、マルクス兄弟）
- 逆ナンパスペシャル 上野編 （11月16日、アリーナ・エンターテインメント）
- 故里娘の下半身 （11月16日、メディアステーション）…オムニバス作品
- 桃尻学園白書 放課後の誘惑 （11月28日、KUKI）
- インモラル学園　高原のレズ寄宿舎 （12月17日、ビッグモーカル）
- 若妻の匂い 88 （12月22日、光夜蝶）
- 絶叫アクメ （12月23日、エイチ・エス映像）
- 逆ナンパスペシャル　高田馬場編 （12月25日、トライハート）

2004年
- チンポを見たがる女たち11　部活編　美人女教師とブルマ集団 （1月1日、MOODYZ）
- 地獄学園 痴女番長 （1月1日、マルクス兄弟）
- 卑猥♥性行為 （1月9日、タカラ映像）…オムニバス作品
- 逆ナンパスペシャル 名古屋編 （1月21日、アリーナ・エンターテインメント）
- 仲間はずれ 性欲なきイジメ （1月21日、ワープエンタテインメント）
- レースクイーン逆ナンバス （1月22日、ディープス）
- AV女優 〜羞恥の露出〜 （3月1日、ワンズファクトリー）…オムニバス作品
- 関西流ハメ撮り タンセキのワカイモンニハマケヘンデェ 1 （3月1日、レイディックス）
- 逆ナンパスペシャル 中野編 （2月25日、アリーナ・エンターテインメント）
- 19歳の発情ダブルま○こ わたしたちの、いやらしい舌と肌。 （3月10日、ドグマ）
- KARAMI （3月17日、ビジュアルインフォメーションプロダクツ）
- 逆ナンパスペシャル 横浜編 （3月21日、アリーナ・エンターテインメント）
- 桃尻学園'04春 もうひとつの卒業式 （3月21日、KUKI）
- HIGH SCHOOL DANCING QUEEN Vol.1（4月12日、OFFICE K'S）…オムニバス作品
- HIGH SCHOOL DANCING QUEEN Vol.2（4月12日、OFFICE K'S）…オムニバス作品
- 綺麗な牝を飼いませんか II（4月14日、隼エージェンシー）…オムニバス作品
- 逆ナンパスペシャル 吉祥寺編 （4月25日、アリーナ・エンターテインメント）
- ブリーディングクラブ 完全中出し受精3連発!! 受精ファイルNO.32 （5月1日、プレステージ）
- 集団♥痴女子校生2 集団風俗ハイスクール 性コレMAX特大号 （5月3日、SODクリエイト）
- 姉妹捜査官 輪姦遊戯 （5月3日、ヒビノ）
- 実録中出し第八章〜痴女編 （5月7日、タカラ映像）…オムニバス作品
- 逆ナンパスペシャル 大阪天王寺編 （6月21日、アリーナ・エンターテインメント）
- オナコン!　人気女優編 （6月25日、メディアステーション）…オムニバス作品
- 逆ナンパスペシャル なにわ心斎橋編 （7月21日、アリーナ・エンターテインメント）
- Cutie （7月30日、イエローボックス）
- 美尻顔騎 松沢はな 前編　OL＆セーラー超美尻顔面騎編　（8月1日、実録出版）
- 美尻顔騎 松沢はな 後編　RQ顔騎肛門舐め＆ハメ撮り顔射編　（8月1日、実録出版）
- ウォーターガールズNo.01 （8月13日、マーベラス）
- 新人ナース 愛情いっぱいおしゃぶりカルテ　（8月20日、LEO）
- 素人絶頂面接 vol.2 松沢はな （9月1日、AX）
- 20人! エロ女相撲選手権 （9月9日、ディープス）
- 豪華20人舞台裏バージョン完全公開!! エロ女相撲選手権 エッチな(秘)プロフィール2時間 （9月23日、ディープス）
- 本当にあった呪いのエロビデオ （9月23日、ナチュラルハイ）
- 逆ナンパスペシャル 湘南編 （9月25日、アリーナ・エンターテインメント）
- 部活の時間だよ 女子スペルマネージャーと県大会へ向けGO!! （9月30日、LEO）
- 極上美尻 松沢はな 前編 脇舐め 尻揉み ハメ撮り 大量顔射編 （10月24日、実録出版）
- 極上美尻 松沢はな 後編 全身舐め奉仕 顔面騎乗 大量顔射編 （10月24日、実録出版）
- 逆ナンパスペシャル 大宮編 （10月21日、アリーナ・エンターテインメント）
- HIGH SCHOOL DANCING QUEEN Vol.3（10月30日、OFFICE K'S）…オムニバス作品
- HIGH SCHOOL DANCING QUEEN Vol.4（10月30日、OFFICE K'S）…オムニバス作品
- 逆ナンパスペシャル 軽井沢編 （11月21日、アリーナ・エンターテインメント）
- M女の刻印 （11月26日、デジタルアーク）
- 集団女子高ジャック　（12月10日、ドグマ）
- 逆ナンパスペシャル 浅草編 （12月25日、アリーナ・エンターテインメント）

2005年
- そしゃく（1月6日、ディープス）
- HANA[ハナ]　（1月7日、桃太郎映像出版）
- ダブルアナルトランスDX　（1月10日 ドグマ）
- CRAZY DANCE CARNIVAL （1月11日、OFFICE K'S）
- 秘密捜査官S.P.GIRL （1月14日、GIGA）
- 裏素人 -URACCO- （3月18日、曼茶羅）
- ピタピタレオタード＆ピチピチスク水 フェチコレクション （7月29日、LEO）
- 東京交尾天国 act.11 松沢はな登場　（12月16日、無敵屋）